# Linijski putnički zrakoplov
Linijski putnički zrakoplov (komercijalni transportni zrakoplov) je veliki avion prvenstveno namijenjen komercijalnom prijevozu putnika i tereta. U pravilu ga koriste avioprijevoznici. Definicija linijskog putničkog aviona različita je od zemlje do zemlje, ali ona najčešće označava prazni avion s težinom iznad 22.680 kilograma, s dva ili više motora.

## Povijest
Ako je linijski putnički avion po definiciji namijenjen za prijevoz više putnika u komercijalne svrhe, onda se ruski Sikorsky Ilya Muromets može označiti kao prvi putnički zrakoplov. Ilya Muromets je bio luksuzni zrakoplov sa zasebnim putničkim salonom, udobnim sjedalima ispletenim od pruća, imao je spavaću sobu, dnevni boravak, kupatilo, grijanje i električnu rasvjetu. Prvi let bio je 10. prosinca 1913. a promotivni let sa šesnaest putnika je bio 25. veljače 1914. godine. 
Sljedeći putnički avion bio je Farman F.60 Goliath iz 1919. s 14 sjedala. Izrađeno je oko 60 aviona a 1923. naslijedio ga je manje uspješni četvero-motorni Farman F.121 Jabiru. 
Jedan od važnijih putničkih aviona tog doba bio je Ford Trimotor. S dva motora ugrađena na krilima i jednim u nosu mogao je prevesti do osam putnika. Izrađivan je od 1925. do 1933. Bio je korišten od strane prethodnika TWA i ostalih aviotvrtki tog doba dugo nakon prestanka njegove proizvodnje. 1932. je poletio Douglas DC-2 koji je mogao ponijeti 14 putnika a već 1935. polijeće snažniji i brži Douglas DC-3 s 21 do 32 sjedala. 
Prvi mlazni putnički avion pojavio se neposredno nakon Drugog svjetskog rata. Mlazni motori su se ugrađivali umjesto klipnih na avione kao što su Avro Lancastrian i Vickers VC.1 Viking koji u travnju 1948. postaje prvi putničkih zrakoplov s mlaznim motorima. Prvi novoizrađeni mlazni putnički avioni bili su de Havilland Comet (UK) koji je ušao u proizvodnju i korištenje te Avro Jetliner (Kanada) koji je ostao na prototipu. 

## Vrste

### Širokotrupni putnički zrakoplovi
Širokotrupni zrakoplovi su najveći putnički linijski mlazni avioni. Karakterizira ih dva prolaza koja se protežu kroz putničku kabinu između sjedala. Promjer trupa ovih aviona je tipično između 5 i 6 metara, pa i više. Poznatiji zrakoplovi iz ove kategorije su: Boeing 747, Boeing 767, Boeing 777, Boeing 787, Airbus A300/A310, Airbus A330, Airbus A340, Airbus A380, Lockheed L-1011 TriStar, McDonnell Douglas DC-10, McDonnell Douglas MD-11, Iljušin Il-86 i Iljušin Il-96.
Ovi zrakoplovi uglavnom se koriste na dugolinijskim letovima, između prometnih čvorišta i s puno putnika. Sljedeća generacija širokotrupnih aviona uključuje i Airbus A350. 

### Uskotrupni putnički zrakoplovi
Uskotrupni zrakoplovi su manji avioni s užim trupom i jednim prolazom između sjedala putničke kabine. Promjer trupa im je između tri i četiri metra. Aviotvrtke koriste ove avione za letove srednjeg doleta i s manje putnika. 
Poznatiji zrakoplovi iz ove kategorije su: Boeing 717, 737, 757,  McDonnell Douglas DC-9 i MD-80/MD-90 serija,  Airbus A320 serija, Tupoljev Tu-204, Tu-214, Embraer E-Jets 190 and Tu-334. Stariji zrakoplovi: Boeing 707, 727, Douglas DC-8, Fokker F70/F100, VC10, mlazni Tupoljev i Jakovljev avioni.

### Regionalni putnički zrakoplovi
Regionalni putnički zrakoplovi imaju do 100 sjedala, a pokreću ih turbo-fen ili turbo-prop mlazni motori. I putnici ovih aviona očekuju uslugu posade kao i na velikim putničkim avionima. Većina ih je opremljena toaletima i "kuhinjama", a prateće zrakoplovno osoblje brine se za udobnost putnika. 
Poznatiji zrakoplovi iz ove kategorije su: Embraer ERJ, Bombardier CRJ serija, Dash-8 Q serija, ATR 42/72 i Saab 340/2000. Zrakoplovne tvrtke i njihovi partneri koriste ove avione za kratke letove između manjih prometnih čvorišta, odnosno prijevoz putnika na veće zračne luke radi nastavka putovanja s većim zrakoplovima.

### Manji putnički zrakoplovi
U ovu kategoriju ulaze avioni do 19 putničkih sjedala. Koji zrakoplovi ulaze u ovu klasu ovisi o lokalnim i nacionalnim propisima te se negdje ne označuju kao linijski putnički avioni. Ova klasa zrakoplova obično ne uključuje pogodnosti kao što su toaleti i "kuhinja" i nemaju prateće kabinsko osoblje. 
Poznatiji zrakoplovi iz ove kategorije su: Fairchild Metro, Jetstream 31/41 i Embraer EMB 110.

## Vanjske poveznice
- Boeing
- Airbus (EADS)   Arhivirana inačica izvorne stranice od 20. veljače 2008. (Wayback Machine)
- Embraer
- Bombardier
- ATR   Arhivirana inačica izvorne stranice od 22. veljače 2011. (Wayback Machine)
- airliners.net
- Tupoljev   Arhivirana inačica izvorne stranice od 20. srpnja 2006. (Wayback Machine)
- Suhoj   Arhivirana inačica izvorne stranice od 16. srpnja 2006. (Wayback Machine)
- Iljušin   Arhivirana inačica izvorne stranice od 8. siječnja 2013. (Wayback Machine)